# Josef Blösche
Josef Blösche, född 5 februari 1912 i Friedland, död 29 juli 1969 i Leipzig, var en tysk SS-Rottenführer och dömd krigsförbrytare.

## Biografi
Blösche levde i Sudetenland och gick efter dess införlivande i Tredje riket 1938 med i Nationalsocialistiska tyska arbetarepartiet (NSDAP) och Schutzstaffel (SS). År 1941 började han att tjänstgöra som vakt i Warszawas getto och hade uppsikt över den träbro som förband gettot med det övriga Warszawa. Enligt ögonvittnen slog och sköt Blösche ihjäl såväl unga pojkar som män. Han skall även ha våldtagit kvinnor.
Efter andra världskrigets slut flydde Blösche. År 1946 råkade han som gruvarbetare ut för en olycka. Hans ansikte blev vanställt, vilket gjorde att ingen omedelbart kunde identifiera honom. Senare försvann Blösche in i Östtyskland men kunde av Stasi spåras upp 1967 och ställas inför rätta för krigsförbrytelser och brott mot mänskligheten. En domstol i Erfurt ansåg honom skyldig till drygt 600 människors död och dömde honom till döden. Den 29 juli 1969 avrättades Josef Blösche med nackskott.